# Die blauen Stunden
Die blauen Stunden ist ein Neo-Noir-Filmdrama des Regisseurs Marc Jago aus dem Jahr 2015. In den Hauptrollen sind Sven Dolinski (Ben), Tanja Petrovsky (June) und Wilson Gonzalez Ochsenknecht (Jean) zu sehen, weitere Rollen spielen Merab Ninidze und Andreas Patton. Die Filmmusik wurde von Robert Schwarz und Boris Valentinitsch komponiert. „Die blauen Stunden“ ist der Verleihtitel für den deutschsprachigen Raum.

## Produktion
Der Film wurde von der NonPlus Filmproduktion in Wien produziert. Das Budget des Films, der in 25 Tagen gedreht wurde, betrug vorerst 20.000 Euro. Bis zur Postproduktion wurden weitere 3.000 Euro durch Crowdfunding aufgebracht. Trotz der geringen Geldmittel konnten für die unabhängige Produktion namhafte Darsteller gewonnen werden. Das aufwendige Kostümbild wurde durch Kooperationen mit den Designern Ute Ploier, Ferrari Zöchling und Superrated ermöglicht.
Die Uraufführung wurde im Rahmen des 36. Filmfestivals Max-Ophüls-Preis gefeiert, die Kinopremiere fand am 26. September statt und wurde von einer Ausstellung mit Filmstills begleitet. Der offizielle Kinostart war am 2. Oktober 2015 in Wien, der weitere Vertrieb erfolgte durch den Waystone Film Filmverleih. Der Film war drei Wochen lang in ausgewählten österreichischen Kinos zu sehen.
„Die blauen Stunden“ inspirierte das Coverbild der 56. Ausgabe „Antifame“ des Vangardist Magazin, für das Wilson Gonzalez Ochsenknecht und Tanja Petrovsky vom Fotografen Michael Dürr in Szene gesetzt wurden.

## Kritik
Der Film wurde von der Kritik positiv aufgenommen, besondere Erwähnung fanden die präzise Bildgestaltung und die dichte Atmosphäre des Films. Das Publikum diskutierte den Film zum Teil sehr kontrovers, die moralische Ambivalenz und  die stilisierte Inszenierung wirkten stark polarisierend auf das Urteil. 

„With striking cinematography in high contrast black-and-white and an eerie, haunting electronic score -a style calling to mind David Lynch’s Eraserhead by way of Fassbinder and the French New Wave - director Marc Jago creates a moody and dreamlike world for his characters to inhabit, in this unforgettable and impressive feature film debut.“

„Philosophische Dialoge über die Wahrheit menschlicher Beziehungen jenseits von Liebe und Moral setzten deutliche Akzente in dem Film. Die Komponenten Film Noir, langsame Kameraführung, Mode und untypische Musikuntermalung machen dieses Werk äußerst künstlerisch und sehenswert.Ein Independent Film vom Feinsten, der sicher die Meinungen spalten wird. Aber einmal hingesehen, kann man einfach nicht die Augen davon abwenden."“

„Der Zuschauer muss in diesem Fluss aus Bildern und Tönen seine eigene Geschichte finden. (…) "Die blauen Stunden" ist alles andere als dahinplätschernde Unterhaltung. Aber umso schöner ist es, dass dieser Film seinen Weg auf die große Leinwand gefunden hat.“